# 拉瓦莱欧布莱
拉瓦莱欧布莱（法語：La Vallée-au-Blé，法語發音：[la vale o ble]）是法国上法蘭西大區埃纳省的一个市镇，属于韦尔万区。

## 地理
拉瓦莱欧布莱（49°51'31"N, 3°47'20"E）面积5.17 平方千米，位于法国上法蘭西大區埃纳省，该省份为法国北部内陆省份，北起北部省，西接索姆省和瓦兹省，东临阿登省和马恩省，西南至塞纳-马恩省，东北部与比利时接壤。
与拉瓦莱欧布莱接壤的市镇（或旧市镇、城区）包括：欧蒂翁、勒梅、马尔利-戈蒙、勒苏尔、武尔派。

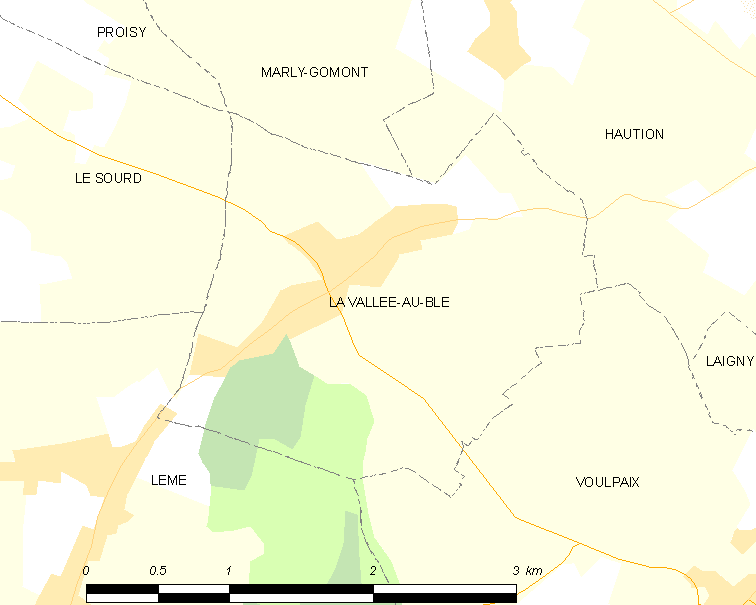
拉瓦莱欧布莱的OSM定位图

拉瓦莱欧布莱的时区为UTC+01:00、UTC+02:00（夏令时）。

## 行政
拉瓦莱欧布莱的邮政编码为02140，INSEE市镇编码为02759。

## 政治
拉瓦莱欧布莱所属的省级选区为马尔勒县。

## 人口

1962-2008年间拉瓦莱欧布莱人口变化图示

拉瓦莱欧布莱于2022年1月1日时的人口数量为358人。